# حامد غديري
حامد محمد غديري لاعب كرة قدم قطري، ولد في (21 ديسمبر 1995).
لعب سابقاً في النادي الأهلي ونادي قطر ونادي لوسيل.